# Tatenda Mkuruva
Tatenda Mkuruva (Harare, 4 gennaio 1996) è un calciatore zimbabwese, portiere del Detroit City.

## Carriera

### Club
Ha giocato nei campionati zimbawese, sudafricano, zambiano e statunitense.

### Nazionale
Ha fatto il suo debutto per la nazionale maggiore nel 2016.